# Frătăuții Noi
Frătăuții Noi – wieś w Rumunii, w okręgu Suczawa, w gminie Frătăuții Noi. W 2011 roku liczyła 4112 mieszkańców.